# Erysimum concinnum
Erysimum concinnum är en korsblommig växtart som beskrevs av Alice Eastwood. Erysimum concinnum ingår i släktet kårlar, och familjen korsblommiga växter. Inga underarter finns listade i Catalogue of Life.

## Bildgalleri

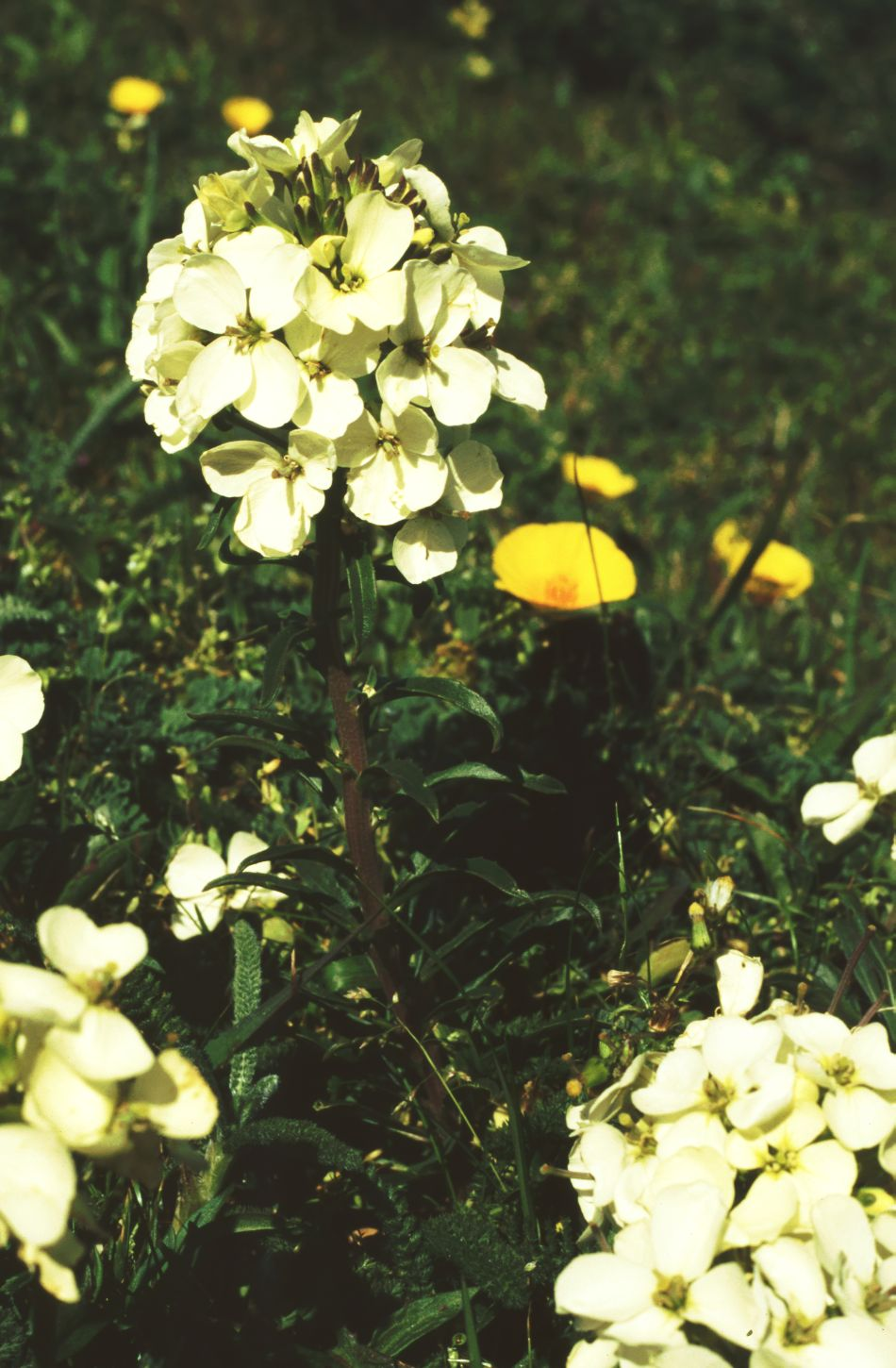